# Žambyl Žabajev
Žambyl Žabajev (kazašsky Жамбыл Жабайұлы, Žambyl Žabaıuly; 28. února 1846 – 22. června 1945) byl kazachstánský a sovětský folklórní zpěvák. Ve své době byl v SSSR znám v ruském přepise svého jména Žabajev, vždy ale zpíval v kazaštině. Svůj zpěv doprovázel na hudební nástroj zvaný dombra (kazašsky dombyra), na nějž se naučil hrát ve čtrnácti letech, kdy opustil domov a stal se tzv. akynem, což je tradiční institut improvizujícího básníka a pěvce lidových i vlastních písní v kazašském a kyrgyzském kulturním okruhu, jenž má kořeny ještě v kočovnické tradici; pozice takového umělce by se dala přirovnat k modernímu folku – využívá tradiční melodiku a rytmiku, ale přináší i vlastní inovace a texty. Žabajev byl sovětskými úřady silně podporován, neboť v řadě svých písní oslavoval ve 30. letech komunistickou revoluci a sovětského vůdce Stalina. O autorství těchto angažovaných textů se vedou spory, oficiálně je tvořil Žabajev, ale patrně řadu z nich vytvořili ruští básnící najatí za tím účelem propagandistickými orgány Sovětského svazu, například sovětský básník Andrej Aldan-Semjonov tvrdil, že byl „stvořitelem“ Žabajeva, když dostal stranický úkol najít nějakého akyna a využít ho k propagandě. Podmínkou prý byla jen chudoba a velké množství dětí. Semjonov prý našel Žambyla v jednom zemědělském družstvu a napsal mu pak řadu textů, než byl zatčen. Předpokládal, že jeho úkol pak převzali jiní básníci. Už v době objevení byl Žambyl poměrně věkovitý, přesto byla jeho kariéra dlouhá, neboť zemřel až osm měsíců před dosažením sta let. Kazachstánské město Taraz neslo v letech 1938–1997 jeho jméno, Žambylská oblast ho nese dodnes. V roce 1953 byl natočen režisérem  Jefimem Dziganem životopisný film Džambul (Джамбул).